# Wittenbergplatz
Der Wittenbergplatz ist ein Platz im Berliner Ortsteil Schöneberg des Bezirks Tempelhof-Schöneberg. Er ist Teil des Generalszugs, einer Straßen- und Platzfolge, der die Ortsteile Charlottenburg und Kreuzberg miteinander verbindet. Der rechteckige Platz wurde zwischen 1889 und 1892 angelegt. Er wird in West-Ost-Richtung vom Straßenzug Tauentzienstraße (westlich) – Kleiststraße (östlich) durchzogen.

## Geschichte
Den Namen – nach der Belagerung von Wittenberg durch die napoleonischen Truppen in den Befreiungskriegen – erhielt der damals noch in Charlottenburg gelegene zukünftige Platz bereits am 31. Oktober 1864, basierend auf der Kabinettsorder vom 9. Juli 1864. Im direkten Zusammenhang damit steht der Name der Tauentzienstraße, die sich an der Westseite des Platzes anschließt. Der preußische General Bogislav Tauentzien erhielt in Würdigung der Erstürmung der Stadt den Beinamen „von Wittenberg“. Baulich angelegt wurde der Platz allerdings erst um 1890, als der westliche Bereich des Generalszug-Projektes realisiert wurde.

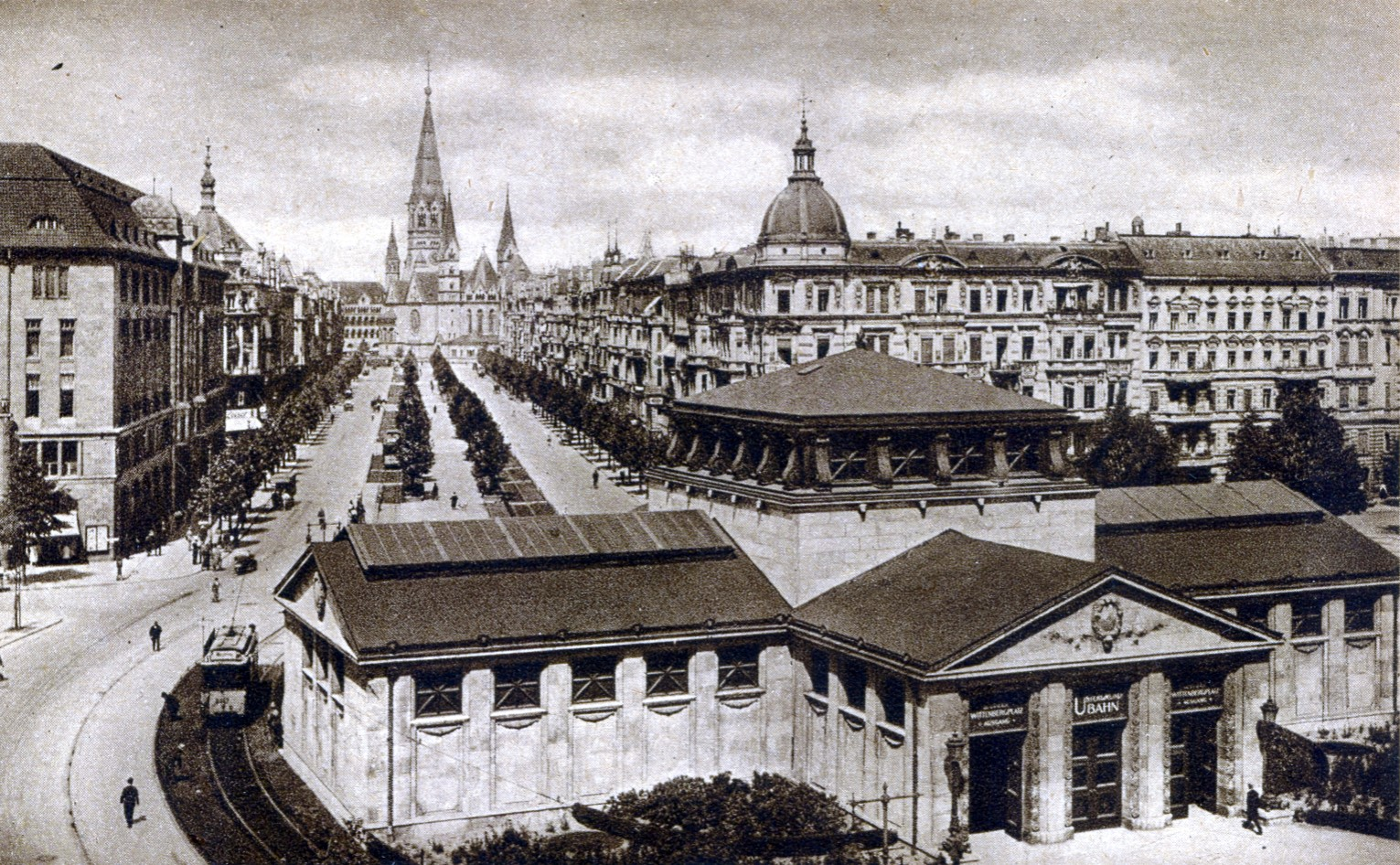
Wittenbergplatz mit der Kaiser-Wilhelm-Gedächtniskirche im Hintergrund, um 1915

Während des Ersten Weltkriegs traf sich die Berliner Secession, namentlich Ernst Oppler, Lovis Corinth und  Eugene Spiro zu einem Stammtisch in einer kleinen Bierkneipe am Platz.
Nach der Oktoberrevolution im Jahr 1917 war der Wittenbergplatz und seine Umgebung Zentrum der russischen Diaspora mit zahlreichen russischen Unternehmen, Restaurants und Verlagshäusern.

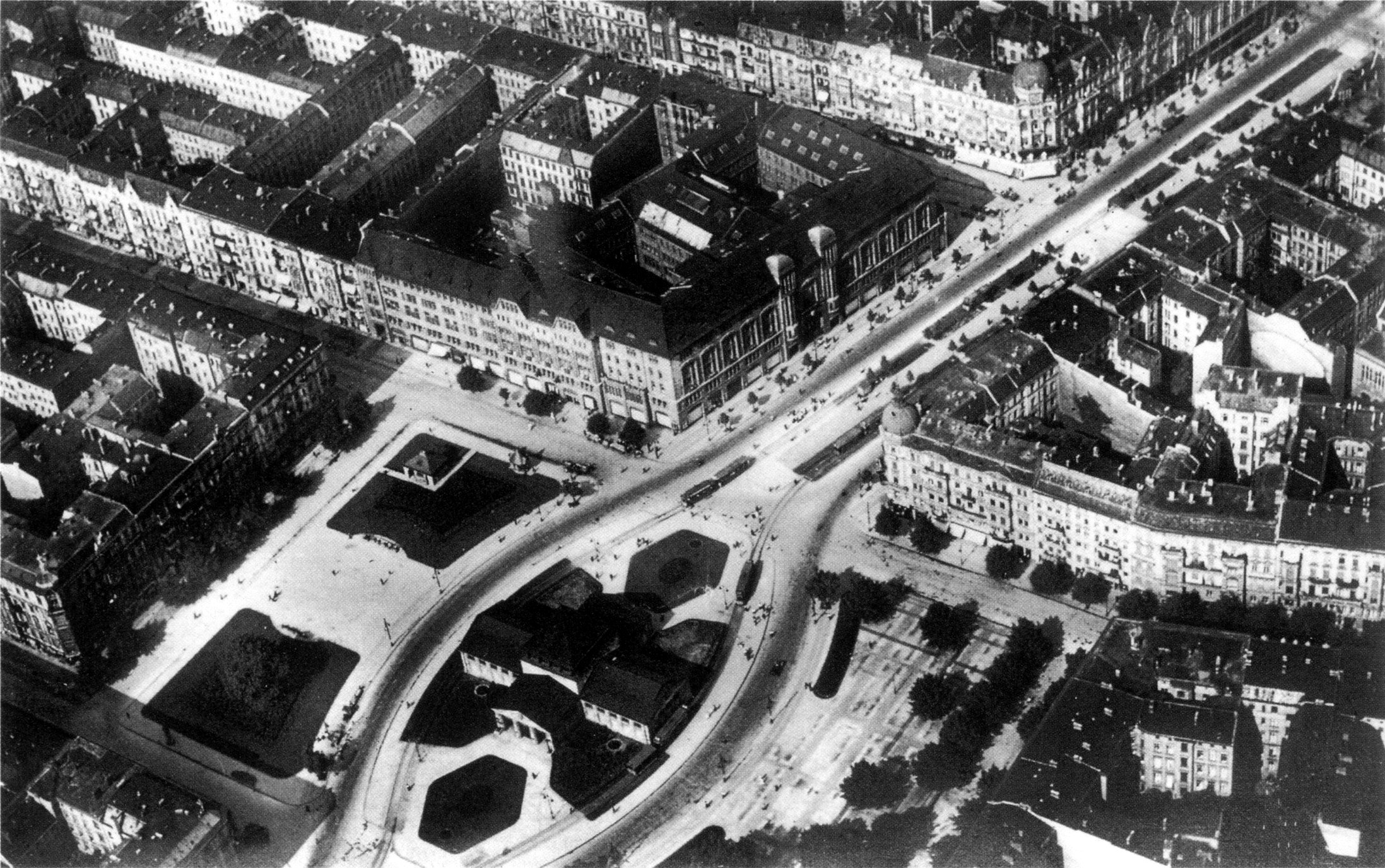
Wittenbergplatz mit dem KaDeWe,
Luftbild aus dem Jahr 1920

Die Berliner Gebietsreform mit Wirkung zum 1. April 1938 hatte zahlreiche Begradigungen der Bezirksgrenzen sowie einige größere Gebietsänderungen zur Folge. So wechselte auch das gesamte Areal des Wittenbergplatzes von Charlottenburg nach Schöneberg.
Die Platzanlage wurde in den 1990er Jahren in den heutigen Zustand gebracht. Zwischen 2008 und 2009 wurde die Decke des U-Bahn-Tunnels wegen eindringenden Wassers auf einer Länge von rund 800 Metern für rund 11,4 Millionen Euro umfassend saniert. Dazu wurden Teile des Wittenbergplatzes abgesperrt, die jeweils linken Fahrstreifen der Tauentzienstraße und die Durchfahrt zur Bayreuther Straße gesperrt sowie Grün- und Blumenanlagen entfernt, da der Zugriff auf die Decke nur von oben her möglich war.
Der Wittenbergplatz war auch Gegenstand künstlerischer Rezeption, mit dem Werk Markt am Wittenbergplatz von Ernst Oppler und mit der Installation TEL-NEANT 1998 von Giorgos Zongolopoulos.

## Bebauung
Direkt in der Mitte des Platzes befindet sich das markante kreuzförmige Zugangsgebäude zum U-Bahnhof Wittenbergplatz zwischen den Fahrstreifen der Verbindung von der Tauentzienstraße zur Kleiststraße. An der südwestlichen Ecke des Platzes steht das über Berlin hinaus bekannte Kaufhaus des Westens (KaDeWe).
Auf der Nord- und Südseite des Platzes befinden sich Brunnenanlagen nach Entwürfen des Bildhauers Waldemar Grzimek, die bei der Neugestaltung des Platzes 1985 fertiggestellt wurden.

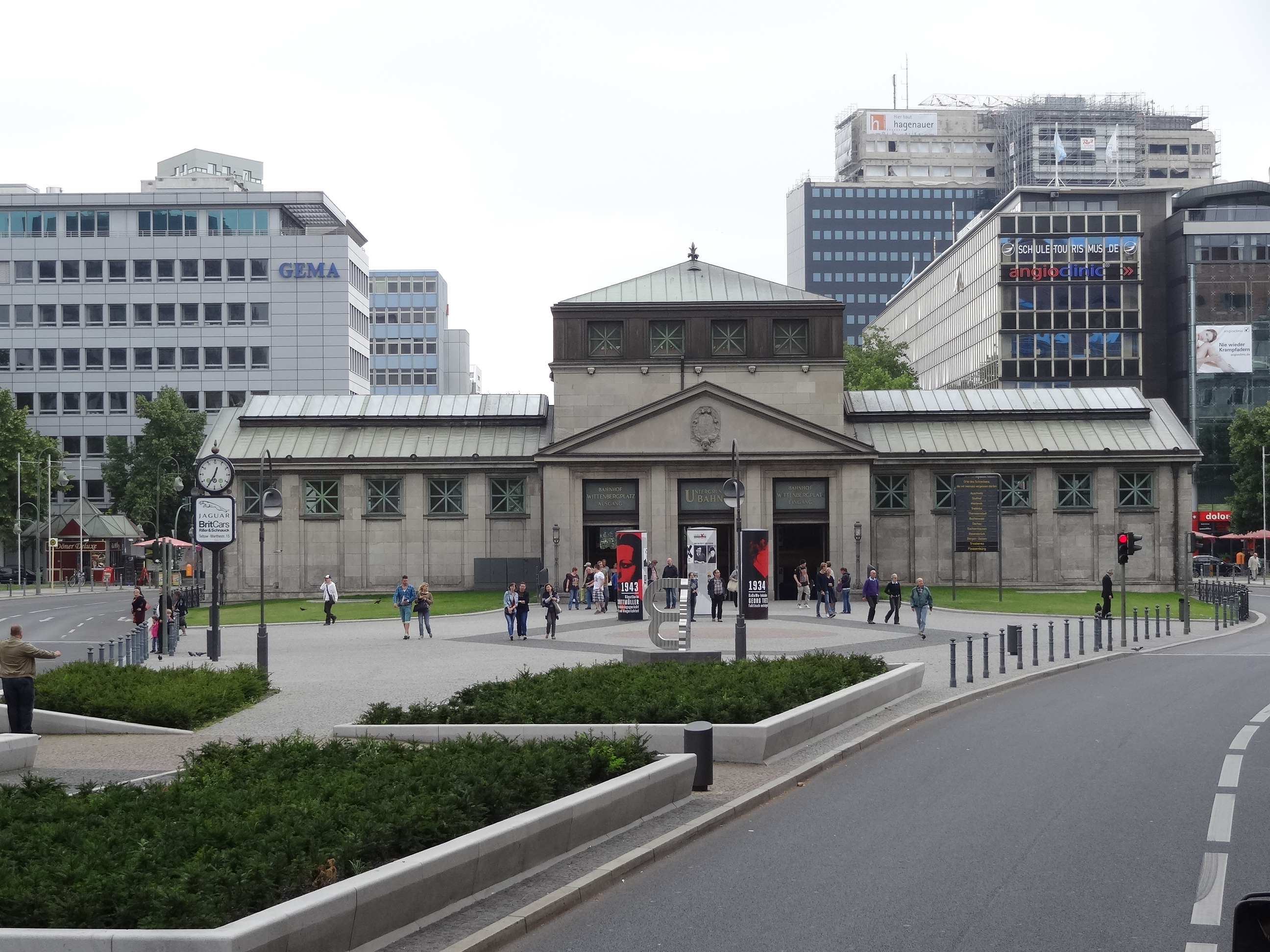
U-Bahnhof Wittenbergplatz (Westseite)
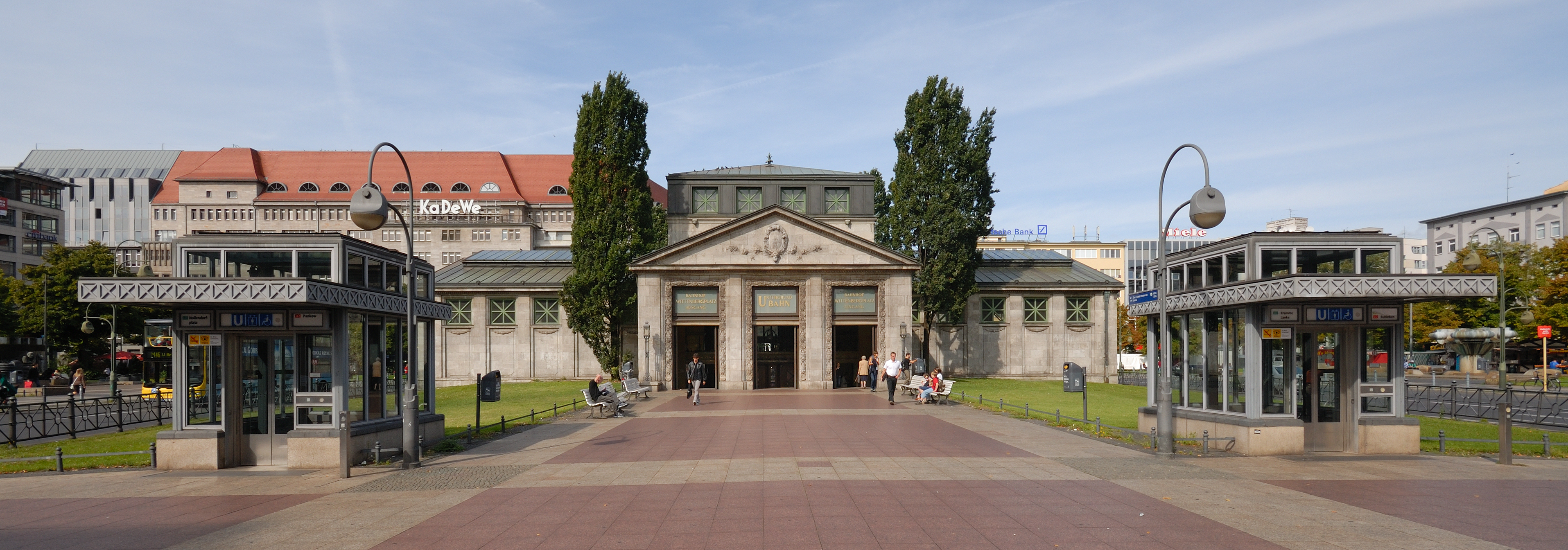
U-Bahnhof Wittenbergplatz (Ostseite)
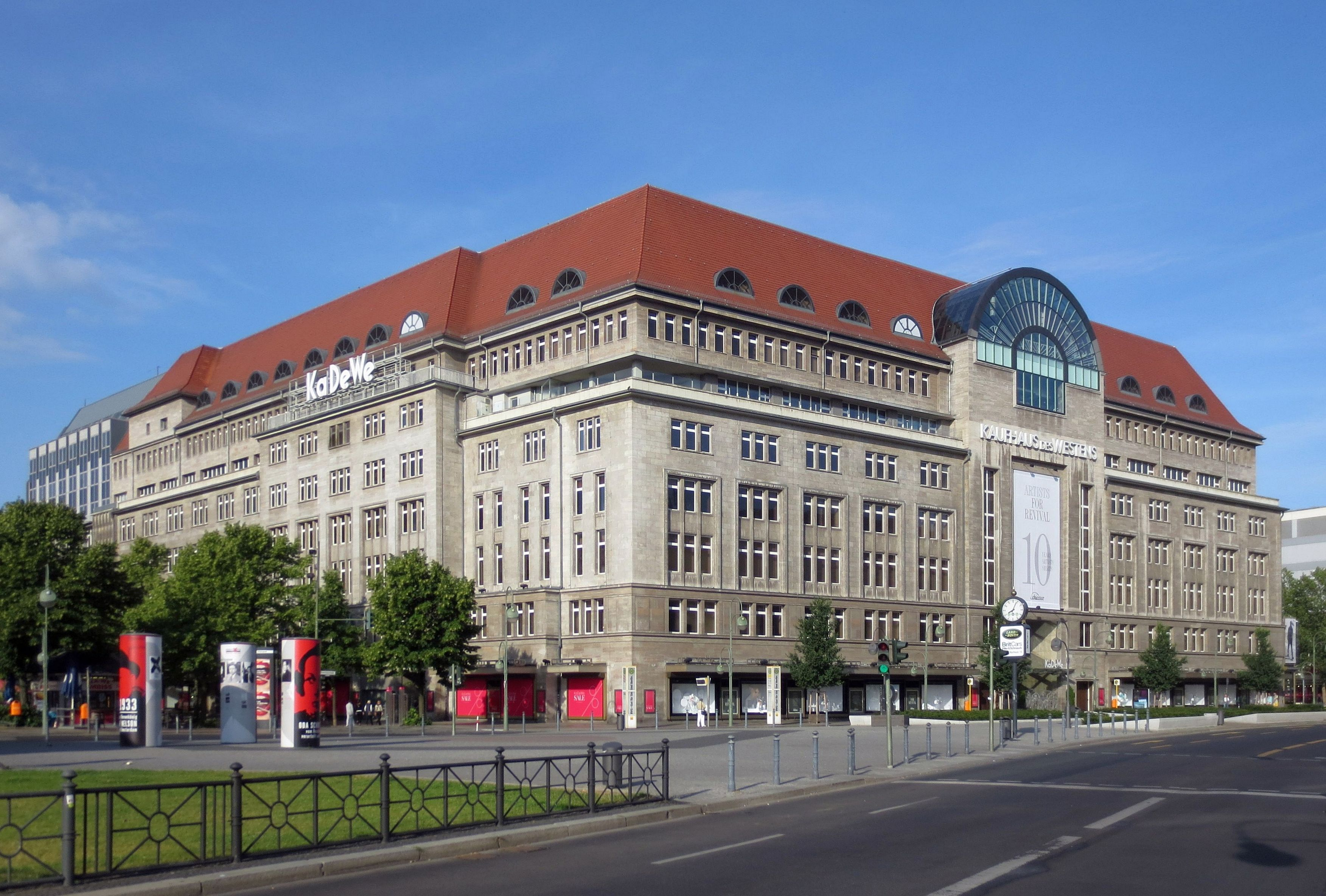
KaDeWe
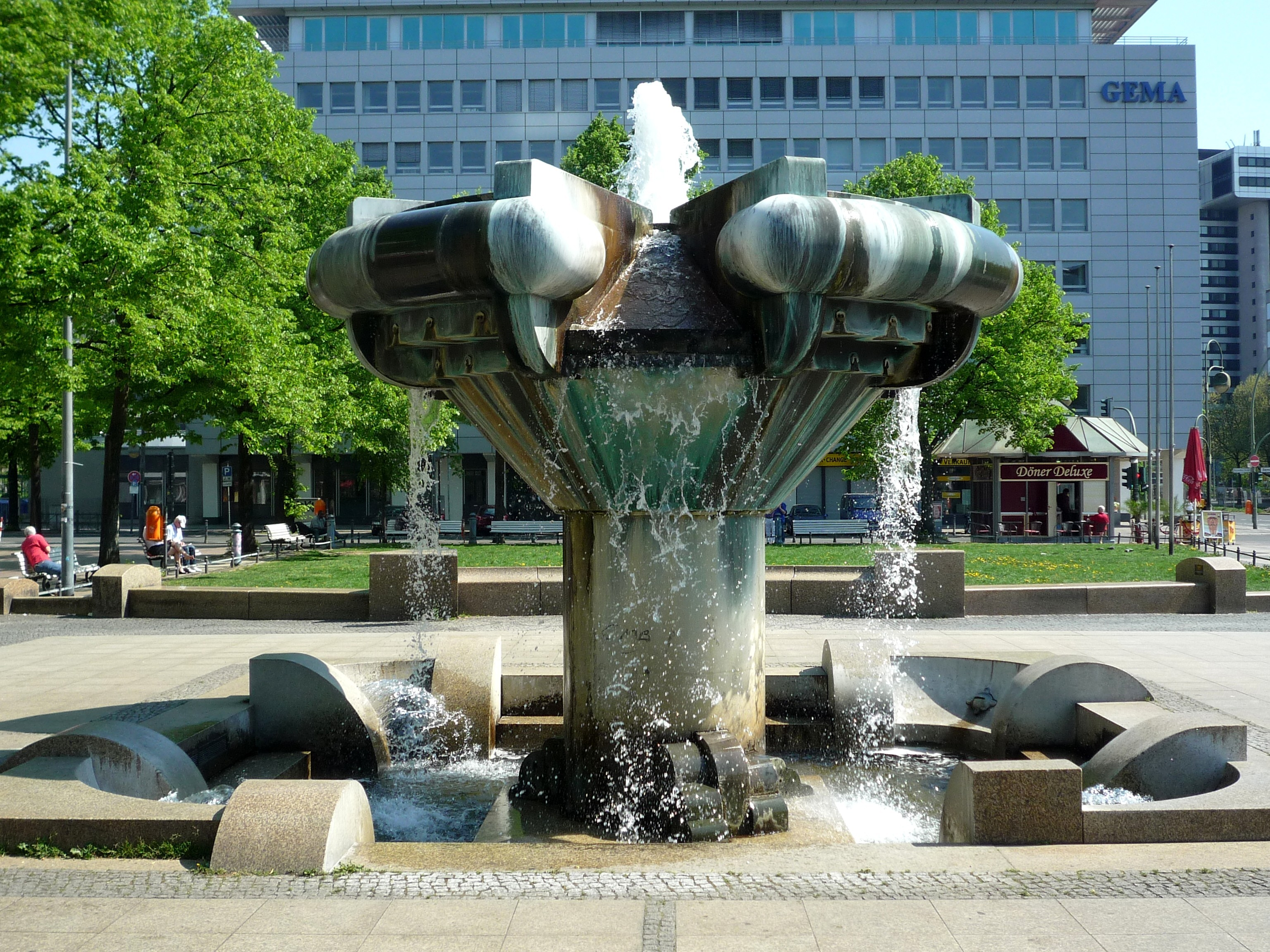
Nordbrunnen
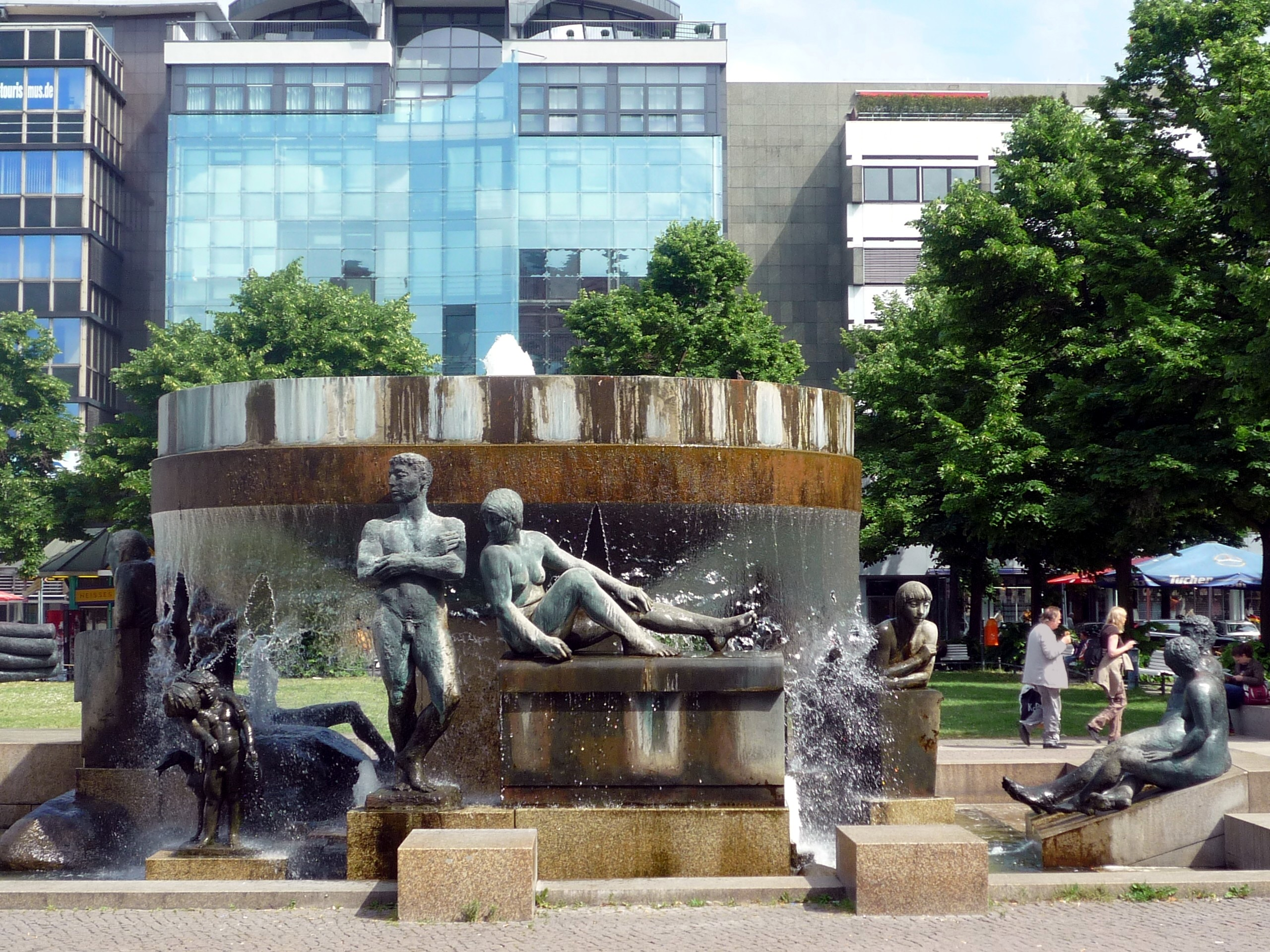
Südbrunnen